# Aleix (nom)
Aleix és un nom propi d'home que té el seu origen grec i que significa «el defensor» o «el vencedor».
L'onomàstica és el 17 de febrer i el 17 de juliol. Alexis és la variant russa d'Aleix (el sant és el 12 de febrer). L'equivalent castellà és Alejo i la variant formal Álex. En català també tenim Àlex, que és una variant d'Alexandre, però alhora es considera forma diferenciada d'aquest darrer nom (igual com en el cas de Laia i Eulàlia).
En la llista de Noms dels nadons del 2002 que es pot consultar a la base de dades de l'Idescat, el nom Aleix apareix amb una freqüència de 311 i en la posició 30. Respecte a la base de Noms i cognoms de la població de Catalunya, el Pallars Sobirà (3,35 per mil), l'Alt Camp (3,35 per mil) i el Pallars Jussà (3,01 per mil) són les comarques que tenen la freqüència més gran, en comparació amb la resta. Respecte a la història per dècades, el nom comença a créixer a partir de l'any 1980 (del 0,76 per mil als anys setanta al 3,28 per mil als vuitanta), per arribar a la del 1990-2000 com la més portadora del nom, amb un 8,50 per mil.
Equivalents d'Aleix: 
- Alejo, (castellà);[2]
- Alex (basc);
- Alexio, Alexo, Leixo (gallec)
- Alessio (alemany i italià)
- Alexis (francès i anglès).